# César-díjak 1989
A 14. César-díjátadó gálát 1989. március 4-én rendezték meg a párizsi Empire Színházban, Peter Ustinov színész, rendező, producer elnökölt.
Az 1988-as év filmtermésének javát felvonultató filmgála nagy nyertese a Camille Claudel szobrásznő életét feldolgozó film volt: 12 jelölésből 5 Césart kapott meg. Jól szerepelt még Az élet egy hosszú, nyugodt folyó  című vígjáték: 7 jelölésből 4 díjat söpört be. A legjobb rendező Jean-Jacques Annaud lett, akinek A medve című nagy közönségsikert aratott természetfilmje elnyerte a legjobb vágás díját is. A legjobb külföldi film díját a német Percy Adlon Bagdad Café című vígjátéka érdemelte ki.
Jean-Paul Belmondo nem vette át a legjobb színész díjat. Már jelölése pillanatában jelezte, nem érdekli az elismerés, és jobban szeretné, ha abban kollégái részesülnének. A Filmművészeti és Filmtechnikai Akadémia azonban figyelmen kívül hagyta nyilatkozatát és a beérkezett legtöbb szavazat alapján nyertesnek hirdették ki. A színész a díjat soha sem kereste. A César-díj iránti nyílt megvetése egyik okaként sokan tudni vélik, hogy a színész ellenszenvet érzett a díj trófeájának alkotója, César Baldaccini iránt, mert annak idején a szobrocska elkészítésére apja, Paul Belmondo is pályázott.
A Camille Claudel César-díjjal jutalmazott főszereplője, Isabelle Adjani nagy feltűnést keltett, amikor – szolidaritásból – részleteket olvasott fel Salman Rushdie A sátáni versek című kötetéből. 
Tiszteletbeli Césart kapott Bernard Blier karakterszínész és Paul Grimault animációs filmrendező. A rendezvényen tisztelettel adóztak a dél-franciaországi paraszti-kispolgári világot hitelesen bemutató művészek, Marcel Pagnol író, forgatókönyvíró, filmrendező, valamint két fétisszínésze, Raimu és Fernandel emléke előtt.

## Díjazottak
| Díjak                                      | Díjazottak és jelöltek |
| ------------------------------------------ | --- |

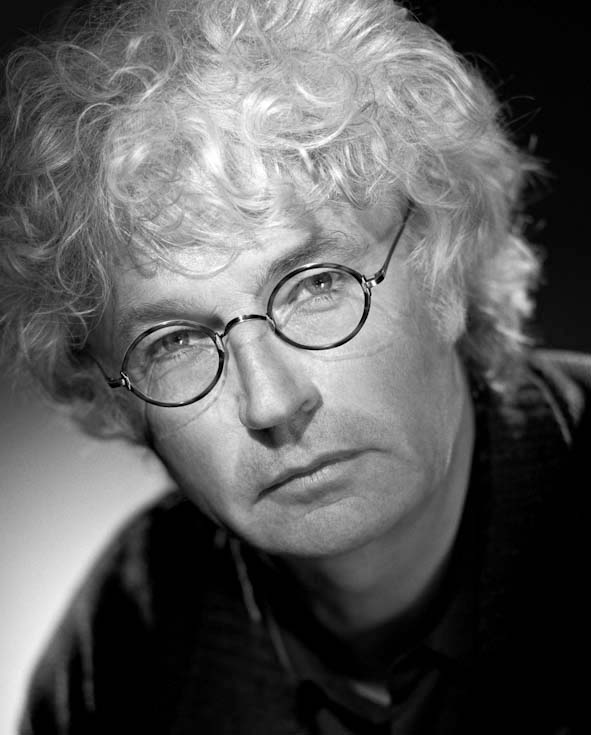
Jean-Jacques Annaud, a legjobb rendező

| legjobb film                               | - Camille Claudel, rendezte: Bruno Nuytten - A nagy kékség (Le grand bleu), rendezte: Luc Besson - Ártatlan gyönyör (La lectrice), rendezte: Michel Deville - A medve (L'ours), rendezte: Jean-Jacques Annaud - Az élet egy hosszú, nyugodt folyó (La vie est un long fleuve tranquille), rendezte: Étienne Chatiliez                                                                            |
| legjobb rendező                            | - Jean-Jacques Annaud – A medve (L’ours) - Michel Deville – Ártatlan gyönyör (La lectrice) - Claude Miller – A kis tolvajlány (La petite voleuse) - Luc Besson – A nagy kékség (Le grand bleu) - Claude Chabrol – Női ügyek (Une affaire de femmes) |
| legjobb színésznő                          | - Isabelle Adjani – Camille Claudel - Catherine Deneuve – Furcsa randevú (Drôle d’endroit pour une rencontre) - Charlotte Gainsbourg – A kis tolvajlány (La petite voleuse) - Isabelle Huppert – Női ügyek (Une affaire de femmes) - Miou-Miou – Ártatlan gyönyör (La lectrice) |
| legjobb színész                            | - Jean-Paul Belmondo – Egy elkényeztetett gyermek utazásai (Itinéraire d'un enfant gâté) - Richard Anconina – Egy elkényeztetett gyermek utazásai (Itinéraire d'un enfant gâté) - Daniel Auteuil – Néhány nap velem (Quelques jours avec moi) - Jean-Marc Barr – A nagy kékség (Le grand bleu) - Gérard Depardieu – Camille Claudel                                                              |
| legjobb mellékszereplő színésznő           | - Hélène Vincent – Az élet egy hosszú, nyugodt folyó (La vie est un long fleuve tranquille) - Maria Casarès – Ártatlan gyönyör (La lectrice) - Dominique Lavanant – Néhány nap velem (Quelques jours avec moi) - Françoise Fabian – Hármat 26-ra (Trois places pour le 26) - Marie Trintignant – Női ügyek (Une affaire de femmes)                                                               |
| legjobb mellékszereplő színész             | - Patrick Chesnais – Ártatlan gyönyör (La lectrice) - Alain Cuny – Camille Claudel - Patrick Bouchitey – Az élet egy hosszú, nyugodt folyó (La vie est un long fleuve tranquille) - Jean Reno – A nagy kékség (Le grand bleu) - Jean-Pierre Marielle – Néhány nap velem (Quelques jours avec moi)                                                                                                |
| legígéretesebb fiatal színésznő            | - Catherine Jacob – Az élet egy hosszú, nyugodt folyó (La vie est un long fleuve tranquille) - Clotilde de Bayser – L’enfance de l’art - Nathalie Cardone – Furcsa randevú (Drôle d’endroit pour une rencontre) - Ingrid Held – Az elátkozott ház (La maison assassinée) |
| legígéretesebb fiatal színész              | - Stéphane Freiss – Huhogók (Chouans !) - Laurent Grévill – Camille Claudel - Thomas Langmann – Jelentős évek (Les années sandwiches) - François Négret – De bruit et de fureur |
| legjobb operatőr                           | - Pierre Lhomme – Camille Claudel - Philippe Rousselot – A medve (L’'ours) - Carlo Varini – A nagy kékség (Le grand bleu) |
| legjobb vágás                              | - Noëlle Boisson – A medve (L’ours) - Raymonde Guyot – Ártatlan gyönyör (La lectrice) - Joëlle Hache és Jeanne Kef – Camille Claudel |
| legjobb eredeti vagy adaptált forgatókönyv | - Étienne Chatiliez és Florence Quentin – Az élet egy hosszú, nyugodt folyó (La vie est un long fleuve tranquille) - Luc Béraud, François Truffaut, Claude de Givray és Annie Miller – A kis tolvajlány (La petite voleuse) - Michel Deville és Rosalinde Deville – Ártatlan gyönyör (La lectrice) - François Dupeyron és Dominique Faysse – Furcsa randevú (Drôle d’endroit pour une rencontre) |
| legjobb filmzene                           | - Eric Serra – A nagy kékség (Le grand bleu) - Francis Lai – Egy elkényeztetett gyermek utazásai (Itinéraire d'un enfant gâté) - Gabriel Yared – Camille Claudel |
| legjobb hang                               | - François Groult, Gérard Lamps és Pierre Befve – A nagy kékség (Le grand bleu) - François Groult, Dominique Hennequin, Guillaume Sciama – Camille Claudel - Bernard Le Roux, Laurent Quaglio, Claude Villand – A medve (L’ours) |
| legjobb díszlet                            | - Bernard Vezat – Camille Claudel - Bernard Evein – Hármat 26-ra (Trois places pour le 26) - Thierry Leproust – Ártatlan gyönyör (La lectrice) |
| legjobb jelmez                             | - Dominique Borg – Camille Claudel - Yvonne Sassinot de Nesle – Huhogók (Chouans !) - Élisabeth Tavernier – Az élet egy hosszú, nyugodt folyó (La vie est un long fleuve tranquille) |
| legjobb elsőmű                             | - Az élet egy hosszú, nyugodt folyó (La vie est un long fleuve tranquille), rendezte: Étienne Chatiliez - Camille Claudel, rendezte: Bruno Nuytten - Chocolat, rendezte: Claire Denis - Furcsa randevú (Drôle d’endroit pour une rencontre), rendezte: François Dupeyron |
| legjobb animációs rövidfilm                | - L'Escalier chimérique, rendezte: Daniel Guyonnet - Le travail du fer, rendezte: Celia Canning, Nery Catineau - La princesse des diamants, rendezte: Michel Ocelot |
| legjobb fikciós rövidfilm                  | - Lamento, rendezte: François Dupeyron - Bing Bang, rendezte: Éric Woreth - New York 1935, rendezte: Michèle Ferrand-Lafaye - Une femme pour l’hiver, rendezte: Manuel Fleche |
| legjobb dokumentum rövidfilm               | - Chet’s romance, rendezte: Bertrand Fèvre - Classified people, rendezte: Yolande Zauberman - Devant le mur, rendezte: Daisy Lamothe |
| legjobb plakát                             | - Annie Miller, Luc Roux és Stéphane Bielikoff – A kis tolvajlány (La petite voleuse) - Christian Blondel – A medve (L’ours) - Benjamin Baltimore – Ártatlan gyönyör (La lectrice) - Andrzej Malinowski – A nagy kékség (Le grand bleu) - Anahi Leclerc, Daniel Palestrant – A gyönyör évadjai (Les saisons du plaisir)                                                                          |
| legjobb külföldi film                      | - Bagdad Café (Out of Rosenheim), rendezte: Percy Adlon ( NSZK, USA) - Bird – Charlie Parker élete (Bird), rendezte: Clint Eastwood ( USA) - Roger nyúl a pácban (Who Framed Roger), rendezte: Robert Zemeckis ( USA) - Salaam Bombay!, rendezte: Mira Nair ( UK, IND, FRA) |
| tiszteletbeli César                        | - Bernard Blier - Paul Grimault |

## Többszörös jelölések és elismerések
A statisztikában a különdíjak nem lettek figyelembe véve.
| Jelölés | Díj | Magyar cím                          | Eredeti cím                          |
| ------- | --- | ----------------------------------- | ------------------------------------ |
| 12      | 5   | Camille Claudel                     | Camille Claudel                      |
| 9       | 1   | Ártatlan gyönyör                    | La lectrice                          |
| 8       | 2   | A nagy kékség                       | Le grand bleu                        |
| 7       | 4   | Az élet egy hosszú, nyugodt folyó   | La vie est un long fleuve tranquille |
| 5       | 2   | A medve                             | L'ours                               |
| 4       | 1   | A kis tolvajlány                    | La petite voleuse                    |
| 4       | 0   | Furcsa randevú                      | Drôle d’endroit pour une rencontre   |
| 3       | 1   | Egy elkényeztetett gyermek utazásai | Itinéraire d'un enfant gâté          |
| 3       | 0   | Néhány nap velem                    | Quelques jours avec moi              |
| 3       | 0   | Női ügyek                           | Une affaire de femmes                |
| 2       | 1   | Huhogók                             | Chouans !                            |
| 2       | 0   | Hármat 26-ra                        | Trois places pour le 26              |